# Aritmetický průměr
Aritmetický průměr je statistická veličina, která vyjadřuje typickou hodnotu popisující soubor mnoha hodnot tím způsobem, že nahrazení každé hodnoty v souboru aritmetickým průměrem dá součet shodný se součtem původního souboru. Aritmetický průměr se obvykle značí vodorovným pruhem nad názvem proměnné („{\displaystyle {\bar {x}}}“) , popř. řeckým písmenem μ. Definice aritmetického průměru je
{\displaystyle {\bar {x}}={\frac {1}{n}}\left(x_{1}+x_{2}+\ldots +x_{n}\right)={\frac {1}{n}}\sum _{i=1}^{n}x_{i}},
tzn. součet všech hodnot vydělený jejich počtem. V běžné řeči se obvykle obecným slovem průměr myslí právě aritmetický průměr.

## Vlastnosti aritmetického průměru
- {\displaystyle \sum _{i=1}^{n}(x_{i}-{\bar {x}})=0}
- {\displaystyle y_{i}=kx_{i}+c\Rightarrow {\bar {y}}=k{\bar {x}}+c} (linearita průměru), speciálně:
  - {\displaystyle y_{i}=x_{i}+c\Rightarrow {\bar {y}}={\bar {x}}+c}
  - {\displaystyle z_{i}=kx_{i}\Rightarrow {\bar {z}}=k{\bar {x}}}
- Dá se ukázat, že aritmetický (výběrový) průměr je maximálně věrohodným odhadem střední hodnoty pro následující rozdělení:
  - Normální rozdělení
  - Bernoulliho rozdělení
  - Poissonovo rozdělení
  - Exponenciální rozdělení

## Problémy průměru
Aritmetický průměr je zřejmě nejčastěji používaný statistický pojem, který se objevuje i v běžném lidském vyjadřování. S tím ovšem souvisí i fakt, že je velice často využíván chybně, či dokonce záměrně zneužíván.
Nejčastější chybou je aplikace aritmetického průměru tam, kde je na místě využít jinou statistiku. Např. průměrný počet ulic v české obci je 13, ale jen 31 z 6250 obcí (méně než 0,5 %) má průměrný počet ulic a většina obcí má méně než průměrný počet ulic. Jiný příklad: aritmetický průměr majetku občanů v americkém městě Redmond je velice vysoké číslo, což ovšem neznamená, že typický obyvatel tohoto města je bohatý. Tento fakt pouze odráží tu skutečnost, že v daném městě bydlí multimiliardář Bill Gates. Jinými slovy: jediná hodnota, která se velice výrazně odlišuje od ostatních, může ovlivnit hodnotu aritmetického průměru tak, že vyjadřuje jen zcela iluzorní údaje. Např. aritmetickým průměrem souboru { 1, 2, 2, 2, 3, 9 } je přibližně 3,2, přestože pět ze šesti hodnot tohoto souboru je menších. V obdobných případech je mnohem vhodnější použít pro vyjádření typické hodnoty medián (který je u této množiny roven dvěma, což je mnohem lepší popis typické hodnoty). Další možností je současně s průměrem uvést i směrodatnou odchylku, která je v tomto příkladu přibližně 2,9.
V některých situacích je pak použití aritmetického průměru jasnou chybou. Pokud např. cena akcií rostla první rok o 10 %, druhý rok o 30 % a třetí rok o 10 % klesla, bylo by chybou vypočítat aritmetický průměr (rovný (10+30+(−10))/3 = 10 %) a prezentovat ho jako „průměrný růst“. V tomto případě je totiž nutno použít geometrický průměr (z hodnot 1,10; 1,30; 0,90), který je zde roven 1,088 a odpovídá tedy průměrnému růstu o 8,8 % ročně.
Další běžná chyba spočívá v očekávání, že aritmetický průměr splňuje některé vlastnosti, i když tomu tak není. Například vůbec nemusí být pravdou, že přibližně polovina hodnot souboru je menších a polovina větších (pro ukázku viz první příklad). Tuto vlastnost má medián, aritmetický průměr obecně nikoliv.